# Musée mémorial de la Bataille de Normandie
Le musée mémorial de la Bataille de Normandie de Bayeux retrace le déroulement des 77 jours de combats de la bataille de Normandie du 7 juin au 29 août 1944. Implanté dans la première ville importante libérée au lendemain du débarquement de Normandie, il est situé boulevard Fabian-Ware, un tronçon du by pass, boulevard périphérique construit par le Corps of Royal Engineers britannique en juin 1944 afin de faciliter les déplacements des engins militaires trop imposants pour passer dans les vieilles rues de la ville. À proximité immédiate du musée est situé le cimetière militaire britannique. Il s'agit d'un des trois musées gérés par la ville de Bayeux sous la marque Bayeux Museum aux côtés de la Tapisserie de Bayeux et du musée d'Art et d'Histoire Baron-Gérard.

## Historique et construction
Le 5 janvier 1978, Jimmy Carter, président des États-Unis, est reçu à Bayeux par le président français Valéry Giscard d'Estaing. À cette occasion est présentée une exposition temporaire qui sert de base à la conception du musée qui sera inauguré le 14 juillet 1981 sur un espace de 1 000 m2. En 1986, la surface d'exposition est doublée et passe à 2 000 m2. En 1994, à l'occasion du cinquantième anniversaire du débarquement de Normandie, le musée connait un nouvel agrandissement de 300 m2. La scénographie muséographique actuelle est mise en place en 2006.

## Collections
Le musée présente une importante collection d'uniformes et de véhicules militaires. Un film de 25 minutes de Dominique Forget constitué d'images d'archives retraçant la bataille de Normandie est projeté.

### L'extérieur

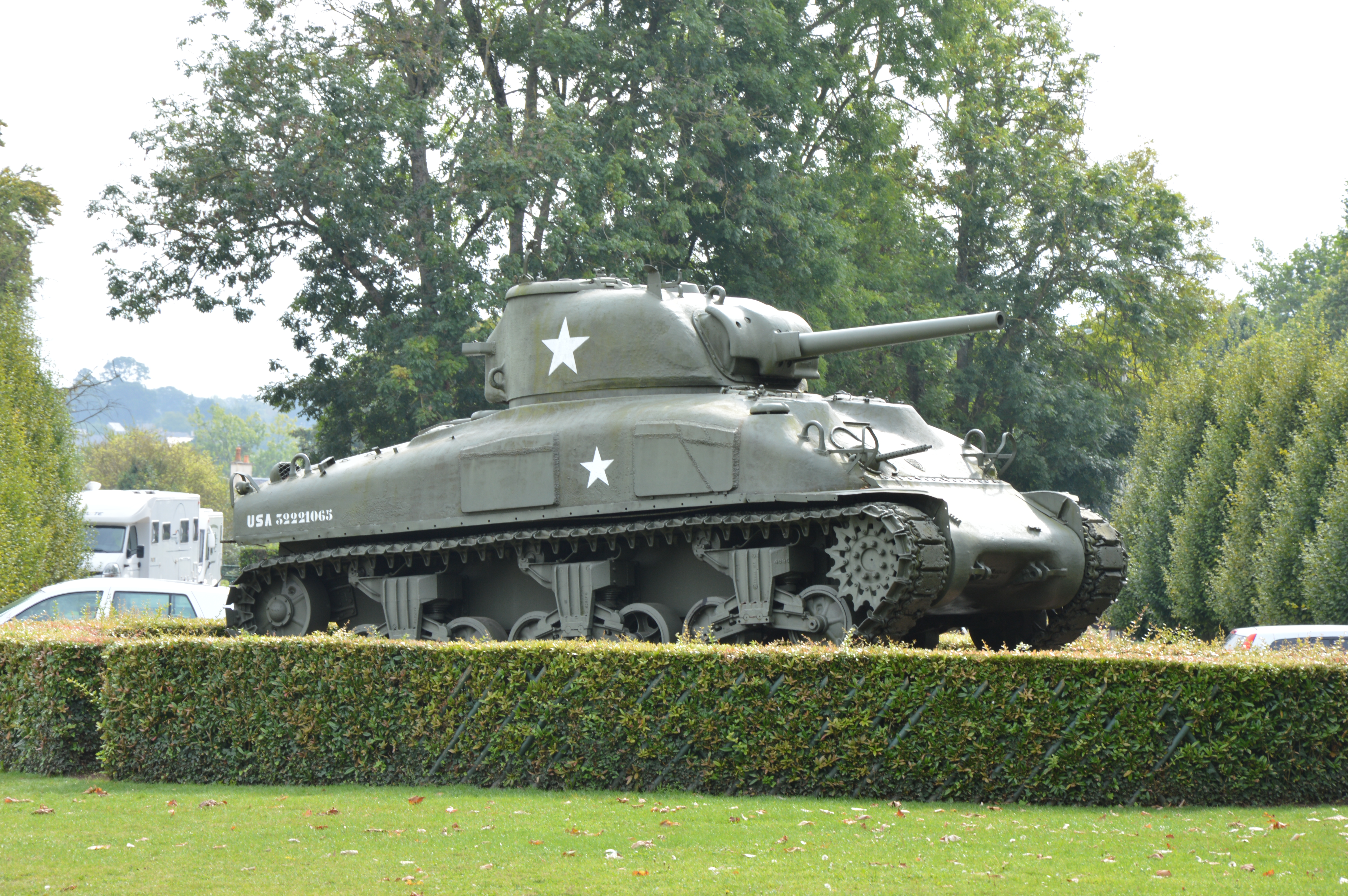
Char Sherman M4 A1.
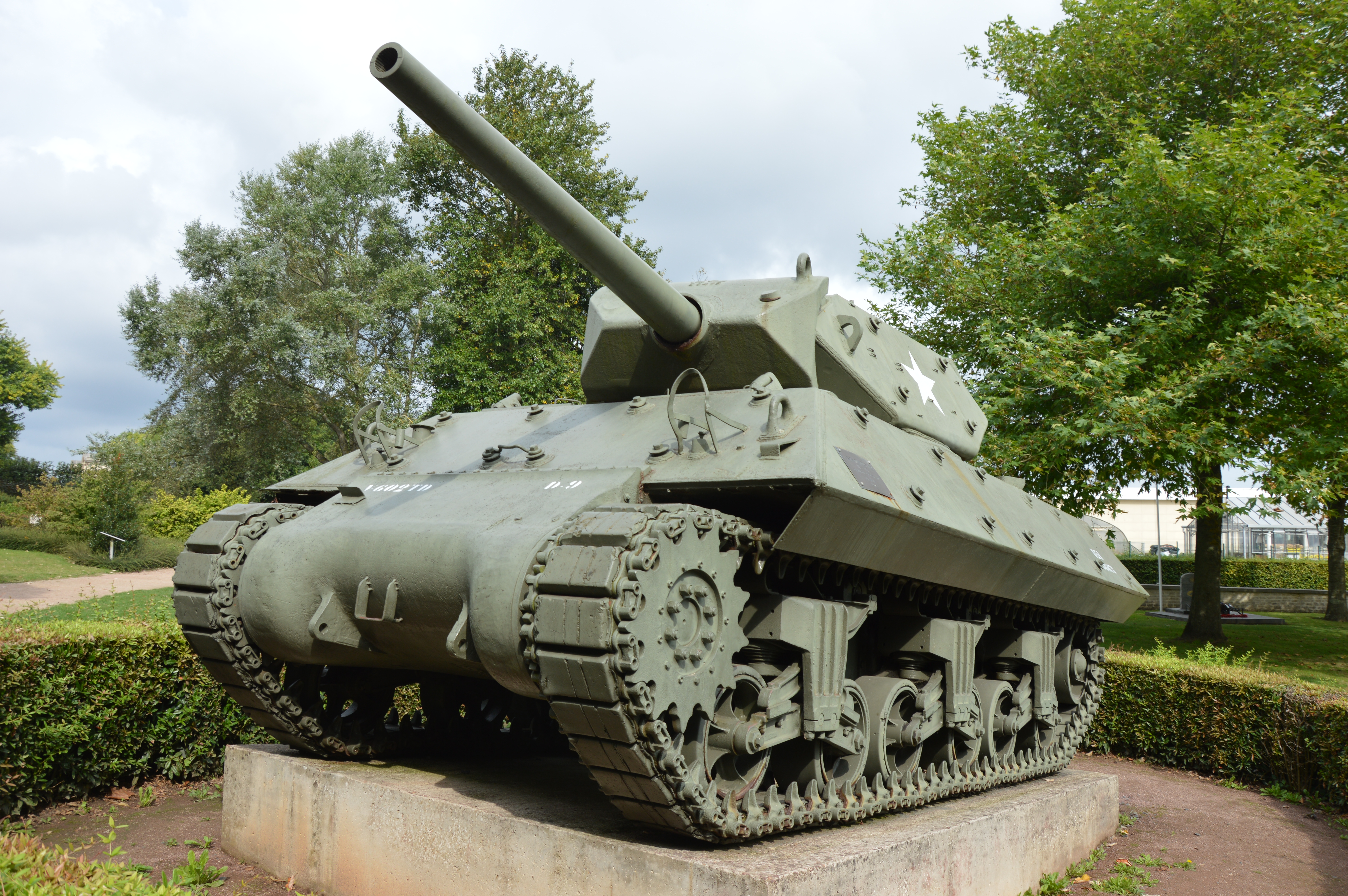
Char M10 Wolverine.
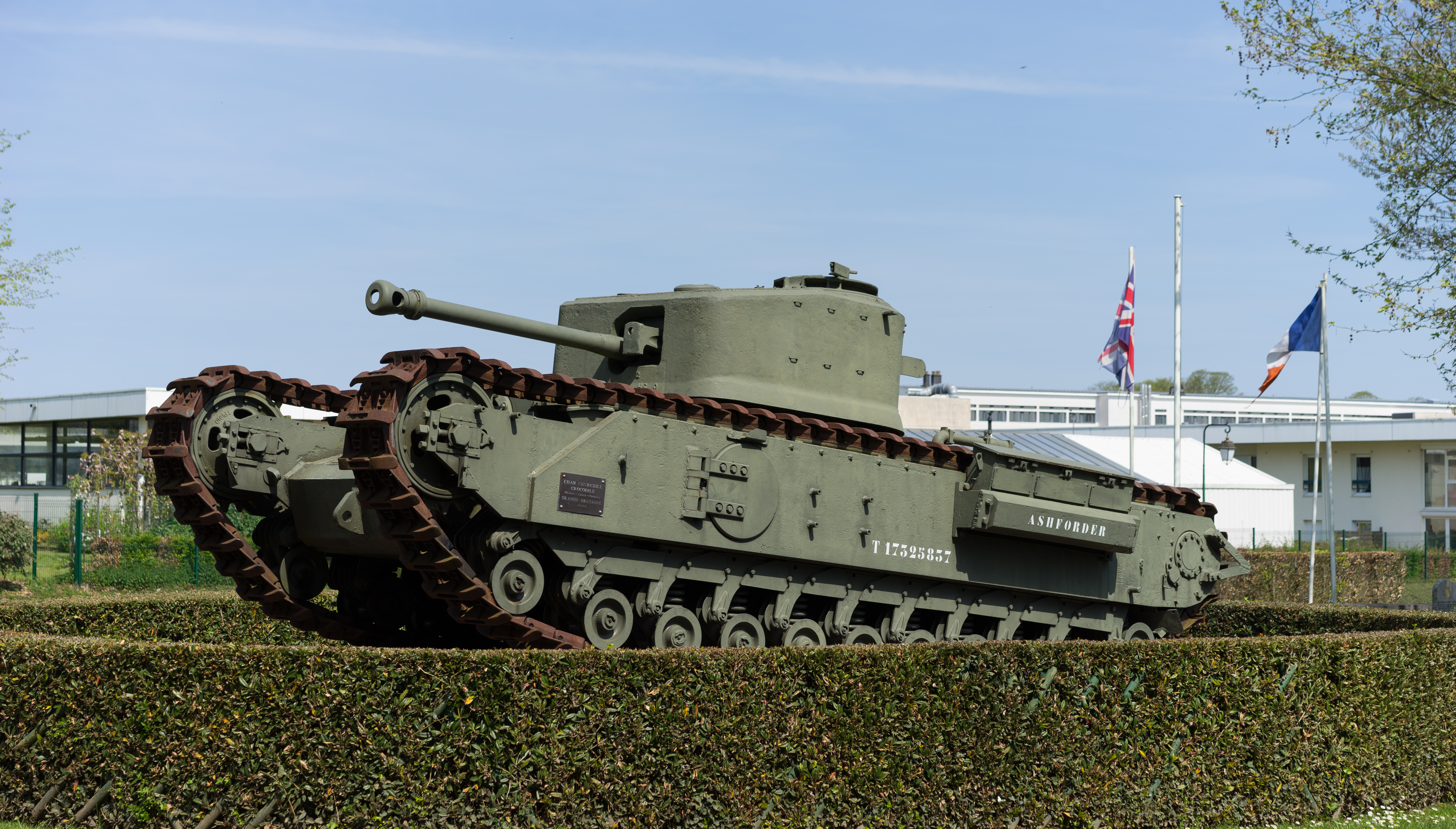
Char Churchill Crocodile.
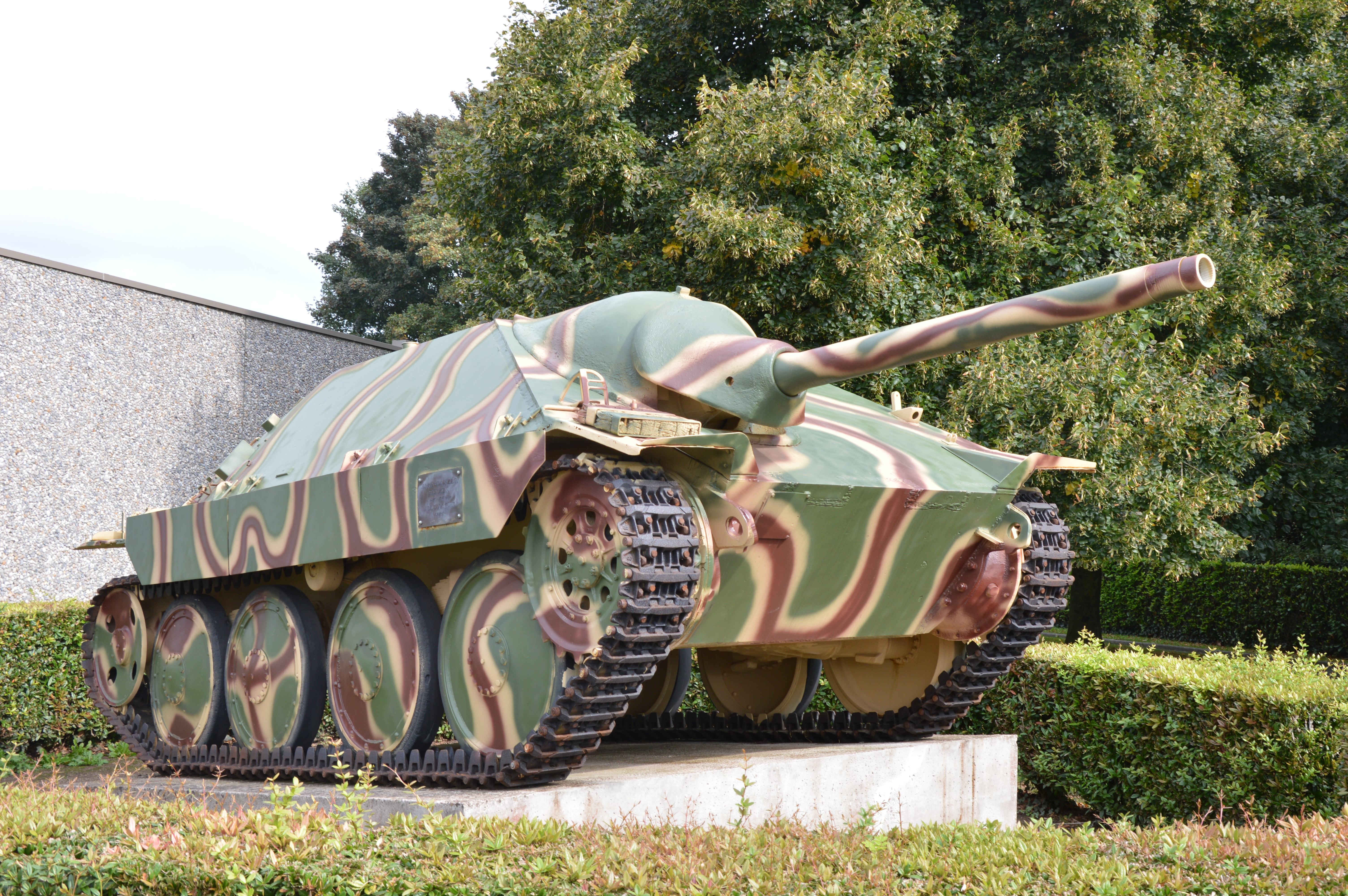
Jagdpanzer 38(t).
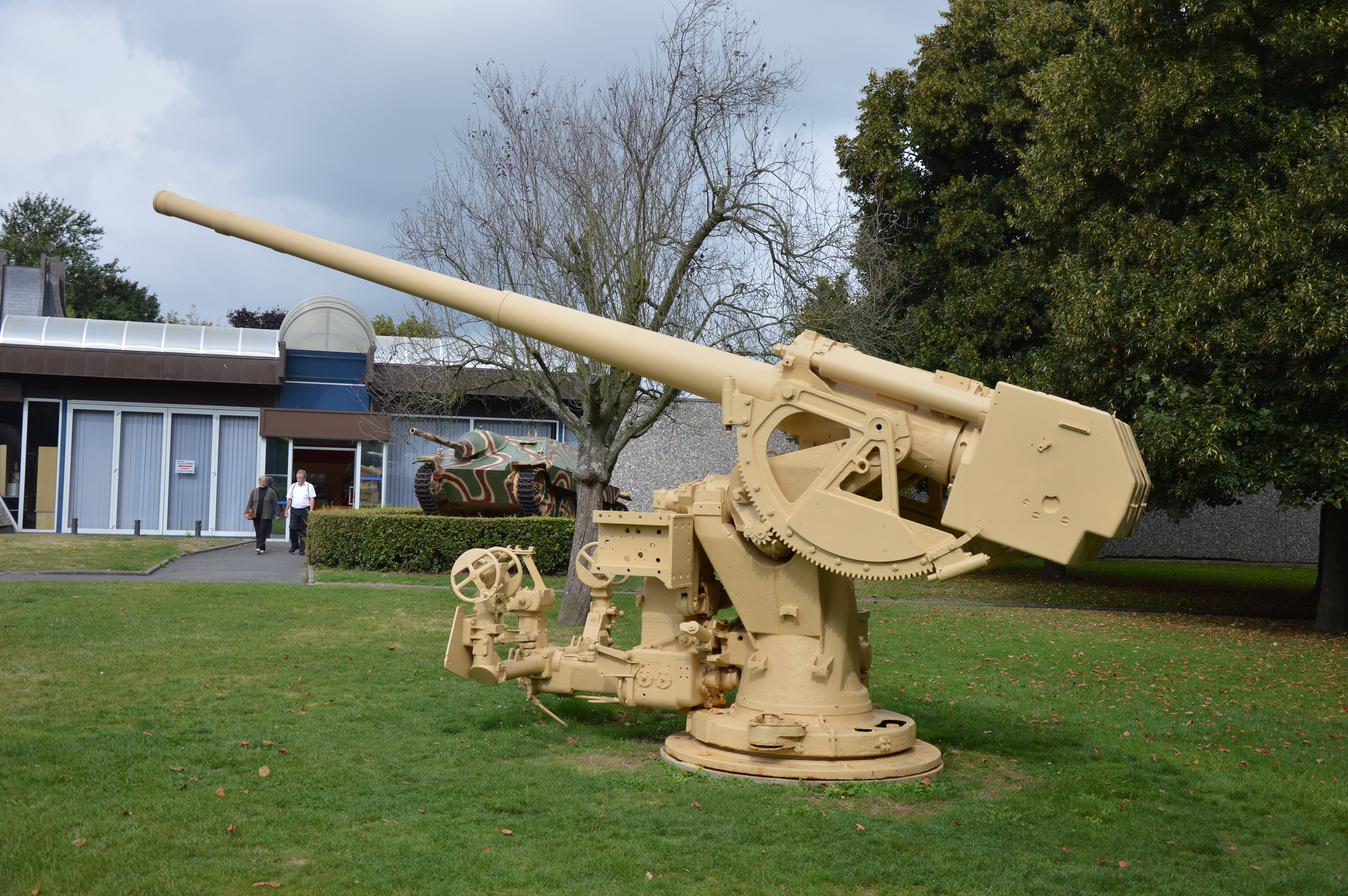
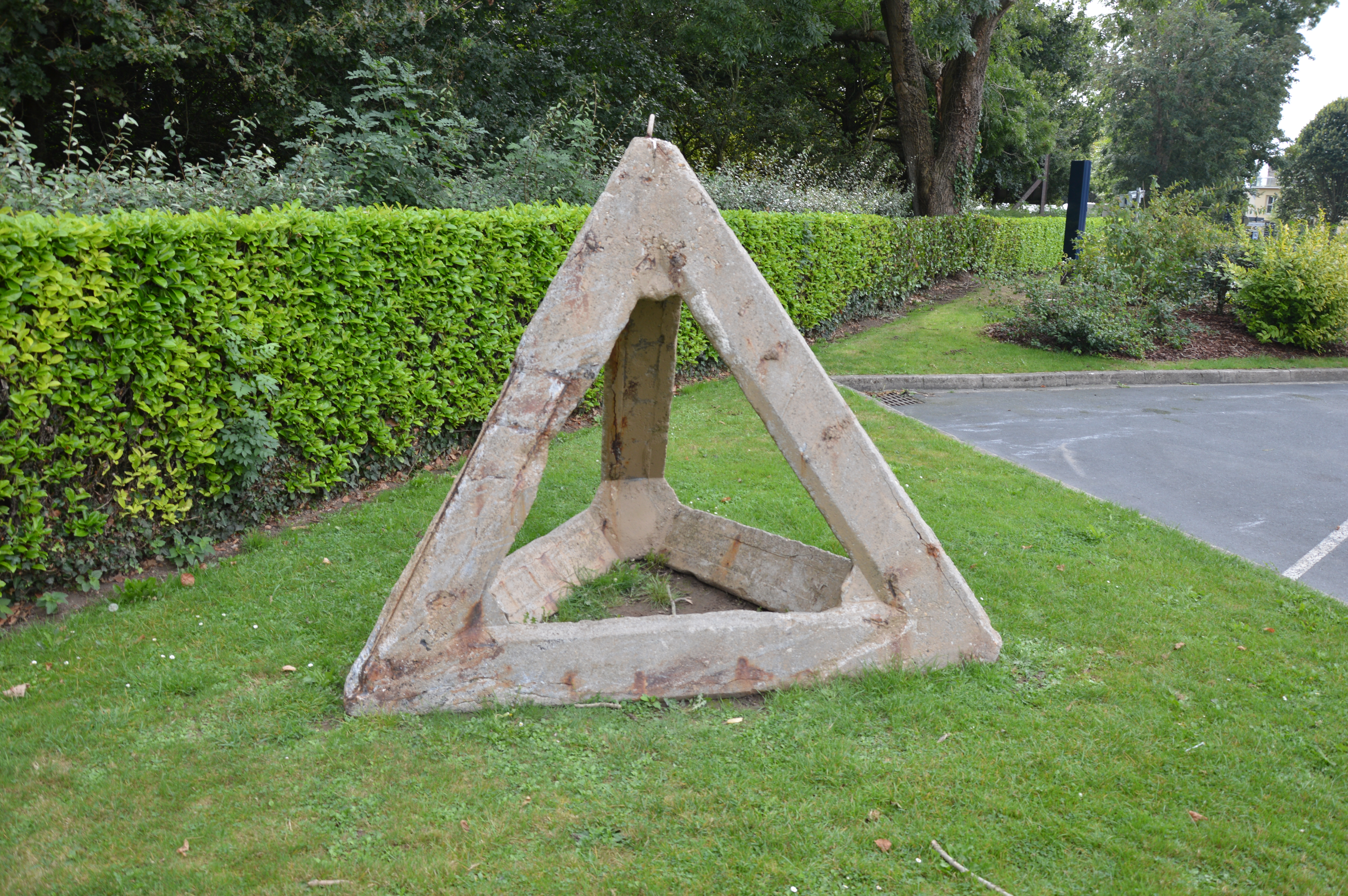
Tétraèdre.

### L'intérieur

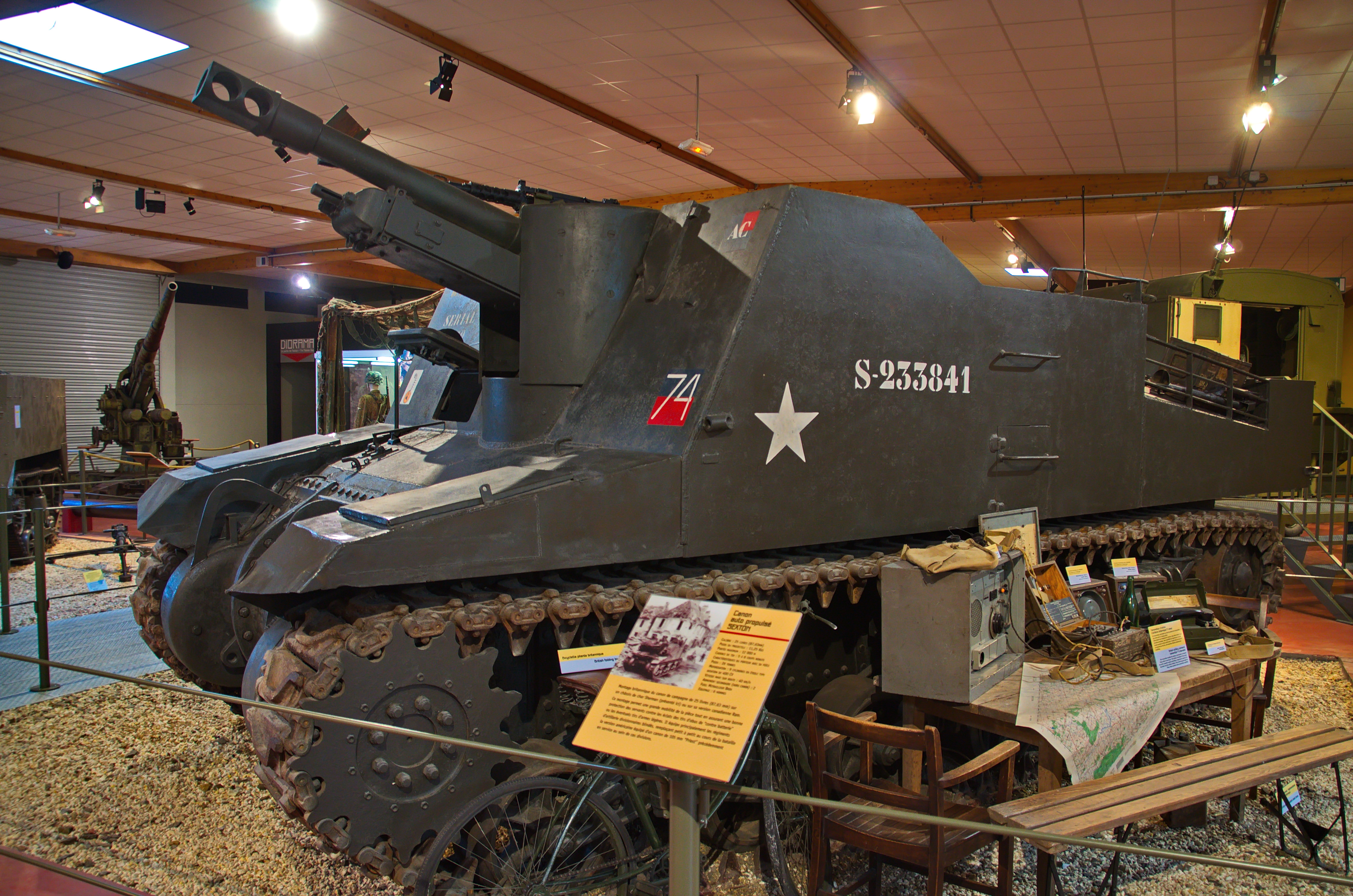
Sexton.
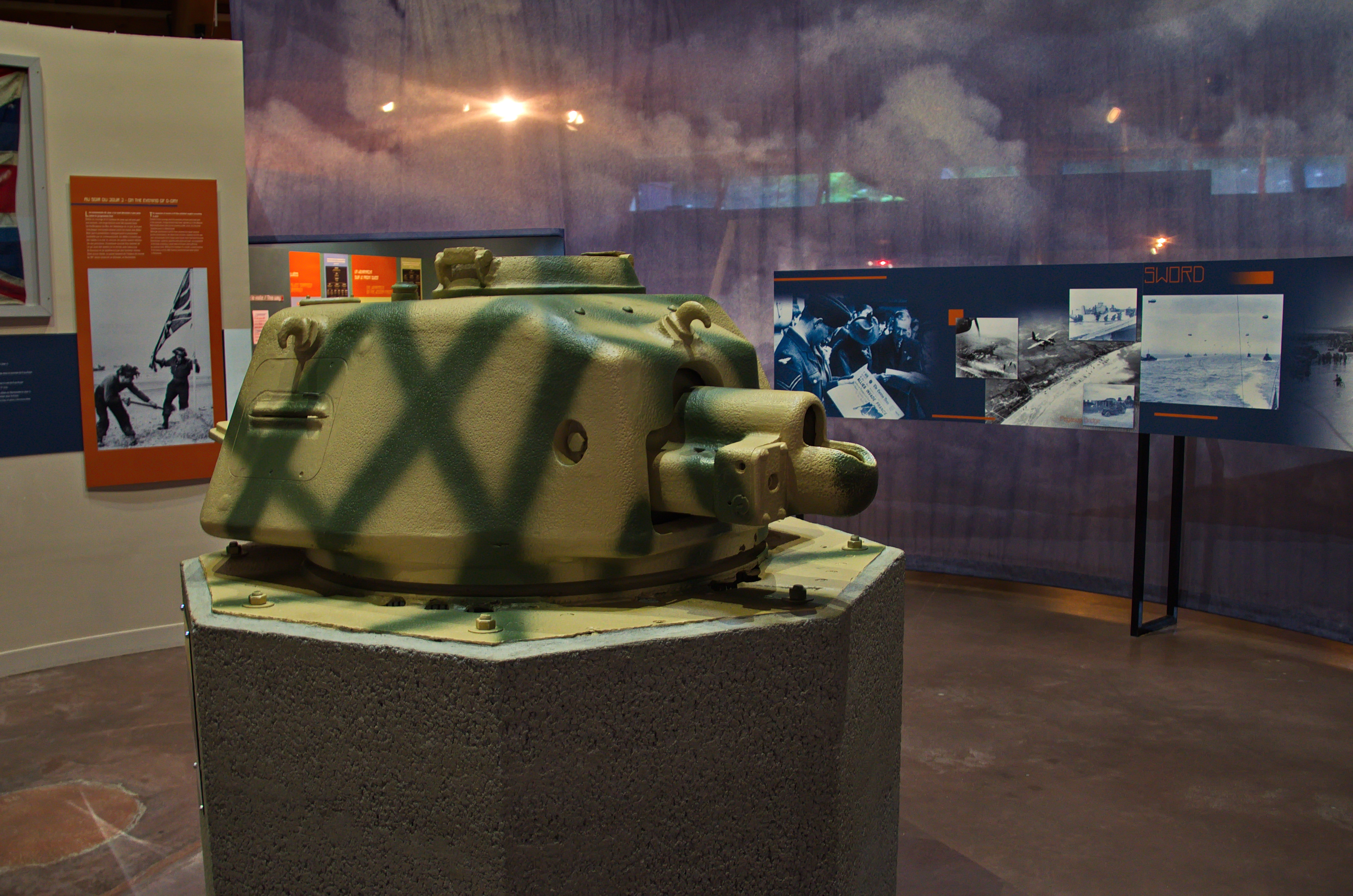
Tourelle APX-R.
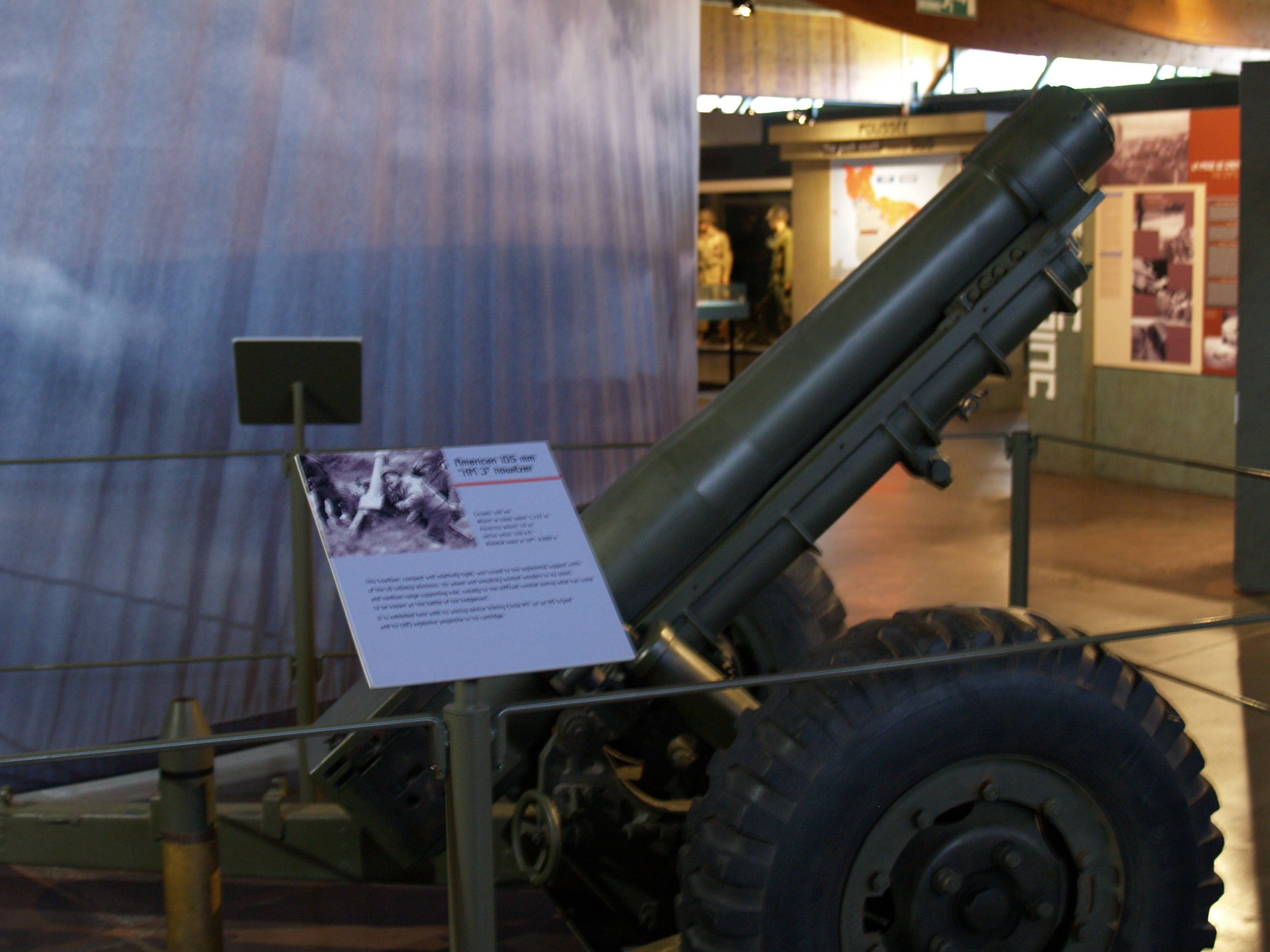
105 mm Howitzer M3 (en).
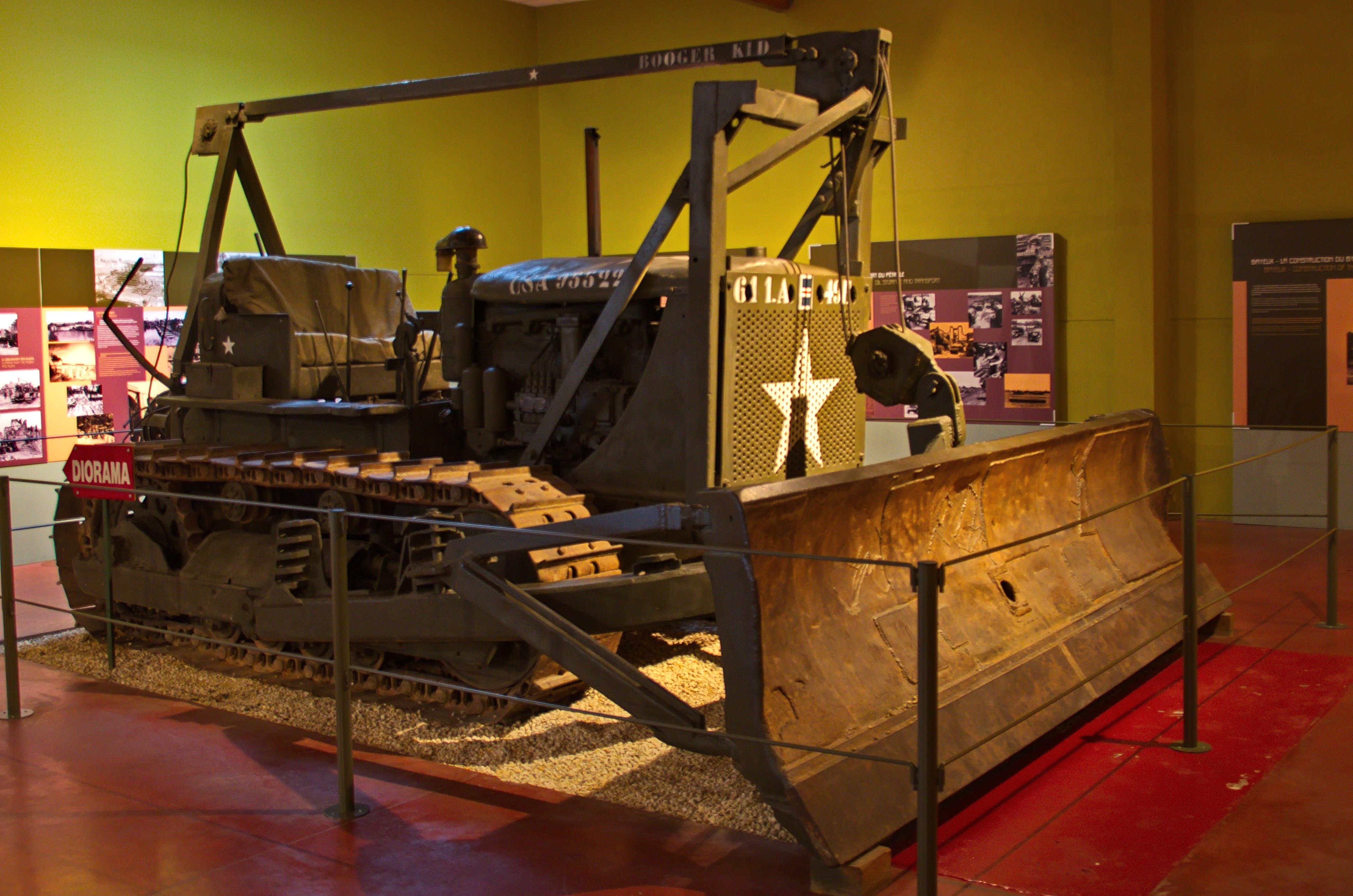
Bulldozer Caterpillar D7.
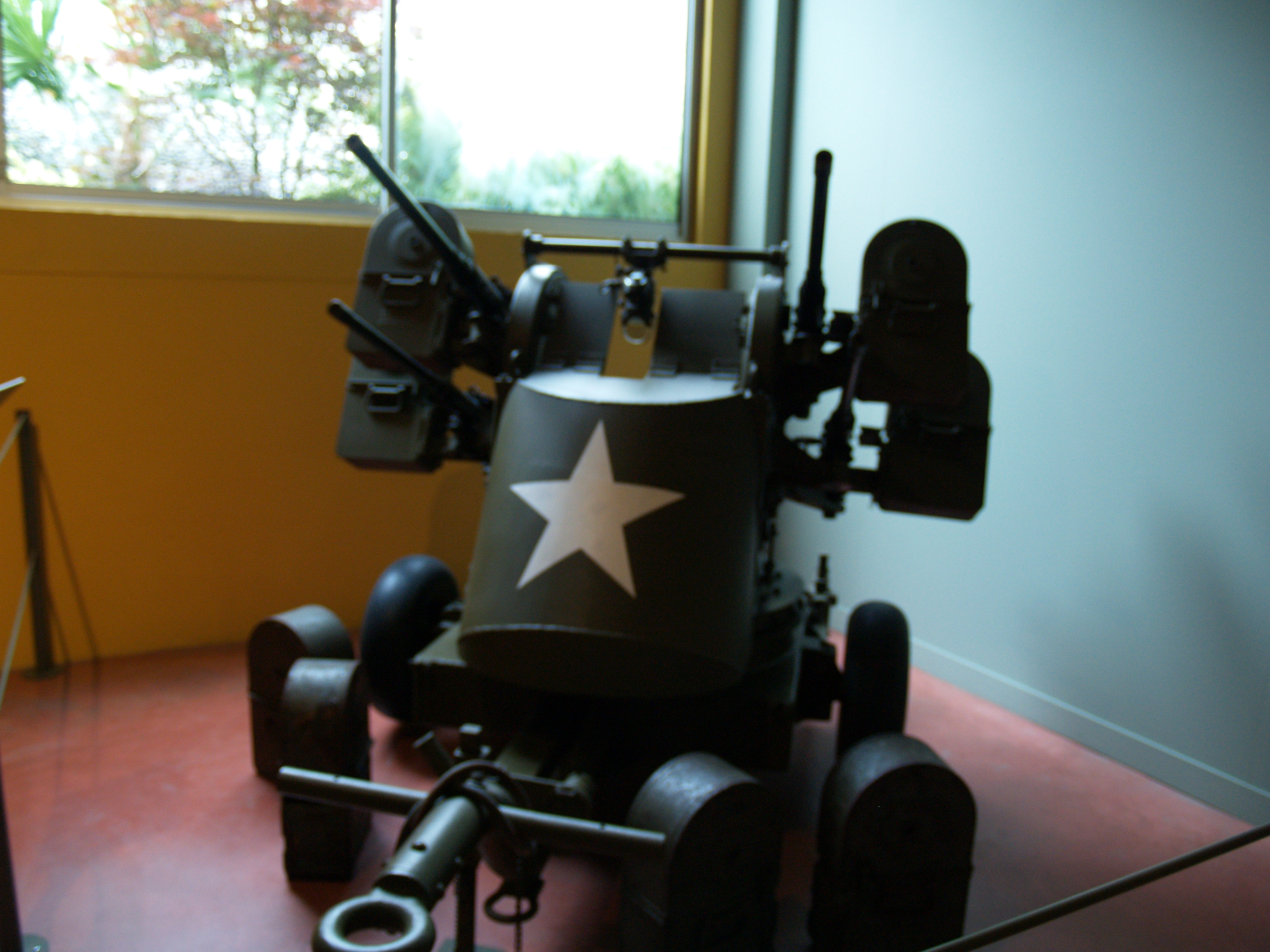
M45 Quadmount.
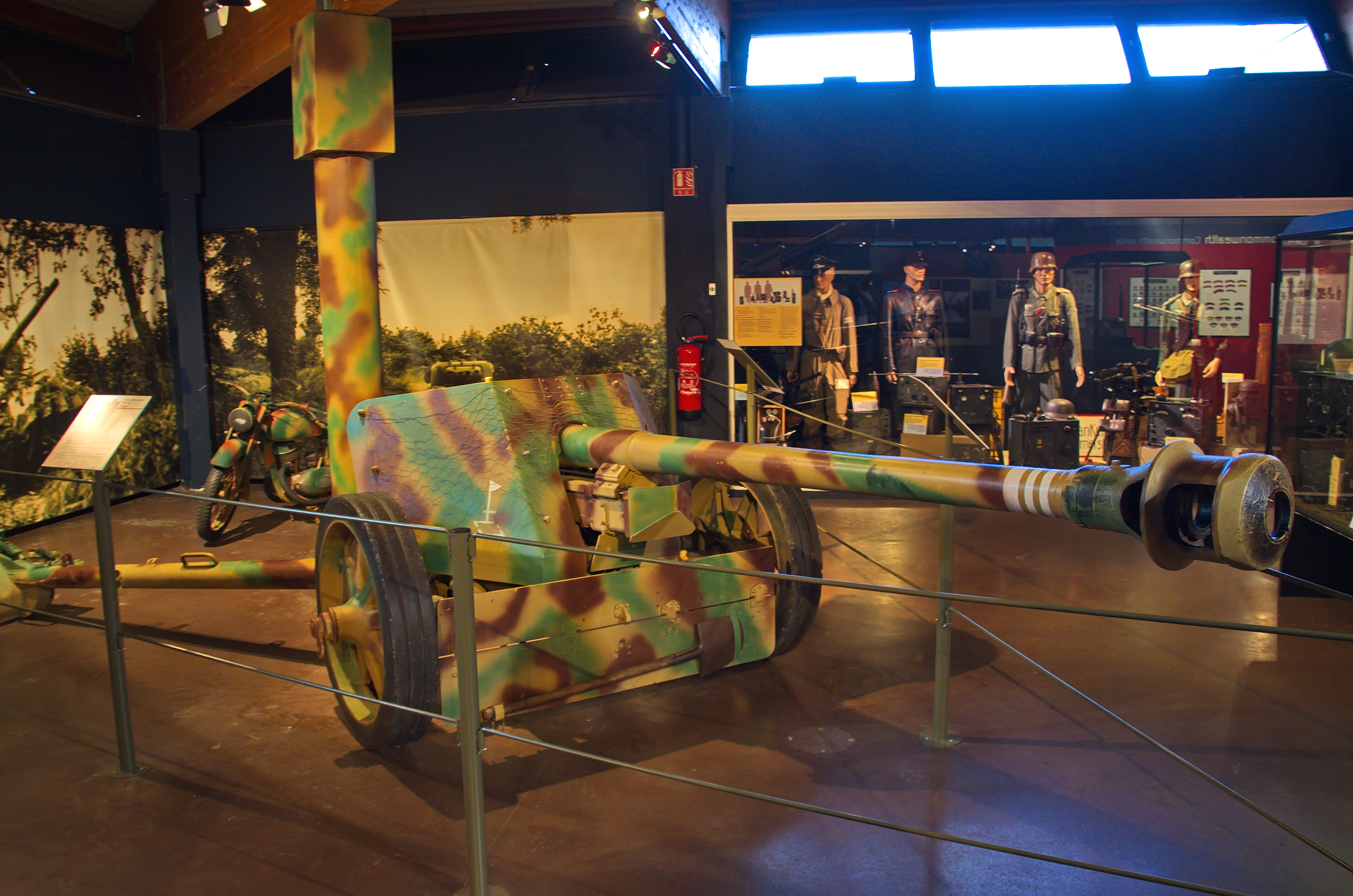
Canon antichar allemand 7,5-cm PaK 40.